# Кримінальний кодекс Білорусі
Кримінальний кодекс Республіки Білорусь від 2 червня 1999 року (КК РБ) — єдиний кримінальний закон, що діє на території Республіки Білорусь (ч. 2 ст. 1 КК РБ). Прийнятий Палатою представників РБ 2 червня 1999 р., Схвалений Радою Республіки 24 червня 1999 року, підписаний Президентом 9 липня 1999 року; чинний з 1 січня 2001 р.
Кодекс має своїм завданням охорону миру і безпеки людства, людини, її прав і свобод, власності, прав юридичних осіб, природного середовища, громадських і державних інтересів, конституційного ладу Республіки Білорусь, а також встановленого правопорядку від злочинних посягань. Кримінальний кодекс сприяє попередженню злочинних посягань, вихованню громадян в дусі дотримання законодавства Республіки Білорусь (ст. 2).
Регулювання багатьох питань (підстави кримінальної відповідальності, поняття злочину, класифікації злочинів, поняття покарання та видів покарань тощо) КК РБ вирішує майже аналогічно як в кримінальних кодексах України та Російської Федерації (і решти держав СНД). Однак є й певні особливості — як у Загальній частині цього КК, так і в Особливій його частині. Першою такою особливістю є наявність «термінологічної» статті (ст. 4 «Роз'яснення окремих термінів Кримінального кодексу»), в якій розтлумачено терміни «близькі родичі», «посадові особи», «малолітній», «корисливі спонукання», «хуліганські спонукання» тощо. В КК РБ наявна адміністративна та дисциплінарна преюдиція (ст. 32). Окрім того, необхідно відмітити, що КК РБ є другим з кримінальних кодексів пострадянських держав (після КК Республіки Узбекистан 1994 р.), який містить законодавче визначення поняття кримінальної відповідальності. «Кримінальна відповідальність знаходить вираження в засудженні [осуді] від імені Республіки Білорусь за вироком суду особи, яка вчинила злочин, і застосуванні на основі засудження покарання чи інших заходів кримінальної відповідальності згідно з цим Кодексом» (ч. 1 ст. 44).
В Особливій частині Кодексу окрім традиційних злочинів, таких як вбивство (ст. 139), зґвалтування (ст. 166), крадіжка (ст. 205), розбій (ст. 207), хуліганство (ст. 339) та ін., є й такі специфічні злочини як наклеп стосовно Президента Республіки Білорусь (ст. 367), образа Президента Республіки Білорусь (ст. 368), агентурна діяльність (ст. 358-1) тощо.

### Додаткова література
- Барков А. В. Десять лет уголовному кодексу Республики Беларусь: история разработки и принятия // Правосудие и прокурорский надзор в Республике Беларусь: законодательство и практика применения: сб. науч. трудов. / редкол.: А. В. Барков и др. — Минск: БГУФК, 2010. — С.26 — 42. [Архівовано 2 серпня 2019 у Wayback Machine.]
- Новикова Е. В. доцент БГУ (Минск). Кодификация уголовного закона Беларуси: экскурс в историю.

| Прапор Білорусі | Це незавершена стаття про Білорусь. Ви можете допомогти проєкту, виправивши або дописавши її. |